# 練習番号
練習番号（れんしゅうばんごう）とは、主として西洋音楽にあって、楽曲の時間的部位を特定するために楽譜に付された文字記号のことである。特に合奏や合唱における練習に用いられるので、練習番号と呼ばれる。必ずしも数字でなくラテン文字を使用することも多いが、その場合も「練習番号」と呼ぶ。

## 概要
通常、西洋音楽においては、楽曲は小節によって時間的に区切られている。従って、楽曲の時間的部位を特定するためには、楽曲の最初からの小節数で十分である。実際、楽曲の最初からの小節数が数小節ごと（通常は5小節ごと、または各段のはじめごと）に振られているものも多い。
しかしながら、実際の練習にあっては、練習の開始位置が確認できれば十分なことが多く、また、練習の開始に適した小節はあまり多くないことから、練習の開始に適した小節に特別な記号を与え、練習の便を図ることが行われる。この記号が練習番号である。
練習番号には、数字が用いられることも多いが、小節番号との区別のためからか、ラテン文字を用いることも多い。いずれにしても、同時に用いられるすべての楽譜（総譜、パート譜）に共通の番号を振る。練習番号は作曲者によって与えられることもあり、事前に委嘱者から番号振りを命じることも多い。同一の楽曲に対して出版社によって異なる練習番号が振られることが時として見られる。
近現代の作品では、練習番号ではなく小節番号をX小節ごとに振られている楽譜も多い。

## 種類
練習番号の書き方には幾つかの流儀がある。
1. 8小節程度毎に「A」「B」…とアルファベットを記す。
2. 数十小節毎に「A」「B」…とアルファベットを記す。（古典派の楽曲に多い）
3. 8小節程度毎に「1」「2」…と記す。（ロマン派後期以降のクラシック音楽に多い）
4. 8小節程度毎に「8」「16」「23」「33」…などと小節番号を記す。（吹奏楽に多い）

なお、アルファベットは「Z」まで使い切ると「AA」（もしくは「Aa」）「BB」（「Bb」）などと続ける。また、J は、用いられないのが普通である。